# رامحة نضرة الثمار
رامحة نضرة الثمار (الاسم العلمي:Dovyalis hebecarpa) هي نوع من النباتات تتبع جنس الرامحة من الفصيلة الصفصافية.